# Клокова, Мария Васильевна
Мария Васильевна Клокова — советский хозяйственный деятель, Герой Социалистического Труда.

## Биография
Родилась в 1923 году на территории современной Московской области. Член КПСС.
В 1941—1978 — разнорабочая, машинист расфасовочно-упаковочных автоматов цеха номер 1 Московского пищевого комбината Министерства пищевой промышленности РСФСР
Указом Президиума Верховного Совета СССР от 21 июля 1966 года присвоено звание Героя Социалистического Труда с вручением ордена Ленина и золотой медали «Серп и Молот».
Делегат XXIV и XXV съездов КПСС.
С 1978 года — персональный пенсионер союзного значения.
Жила в Москве.

## Награды и звания
- Герой Социалистического Труда (21.07.1966)
- Орден Ленина (21.07.1966)
- Орден Трудового Красного Знамени (12.05.1977)